# Prosthechea marciliana
Prosthechea marciliana är en orkidéart som först beskrevs av Marcos Antonio Campacci, och fick sitt nu gällande namn av Wesley Ervin Higgins. Prosthechea marciliana ingår i släktet Prosthechea och familjen orkidéer. Inga underarter finns listade i Catalogue of Life.

## Bildgalleri

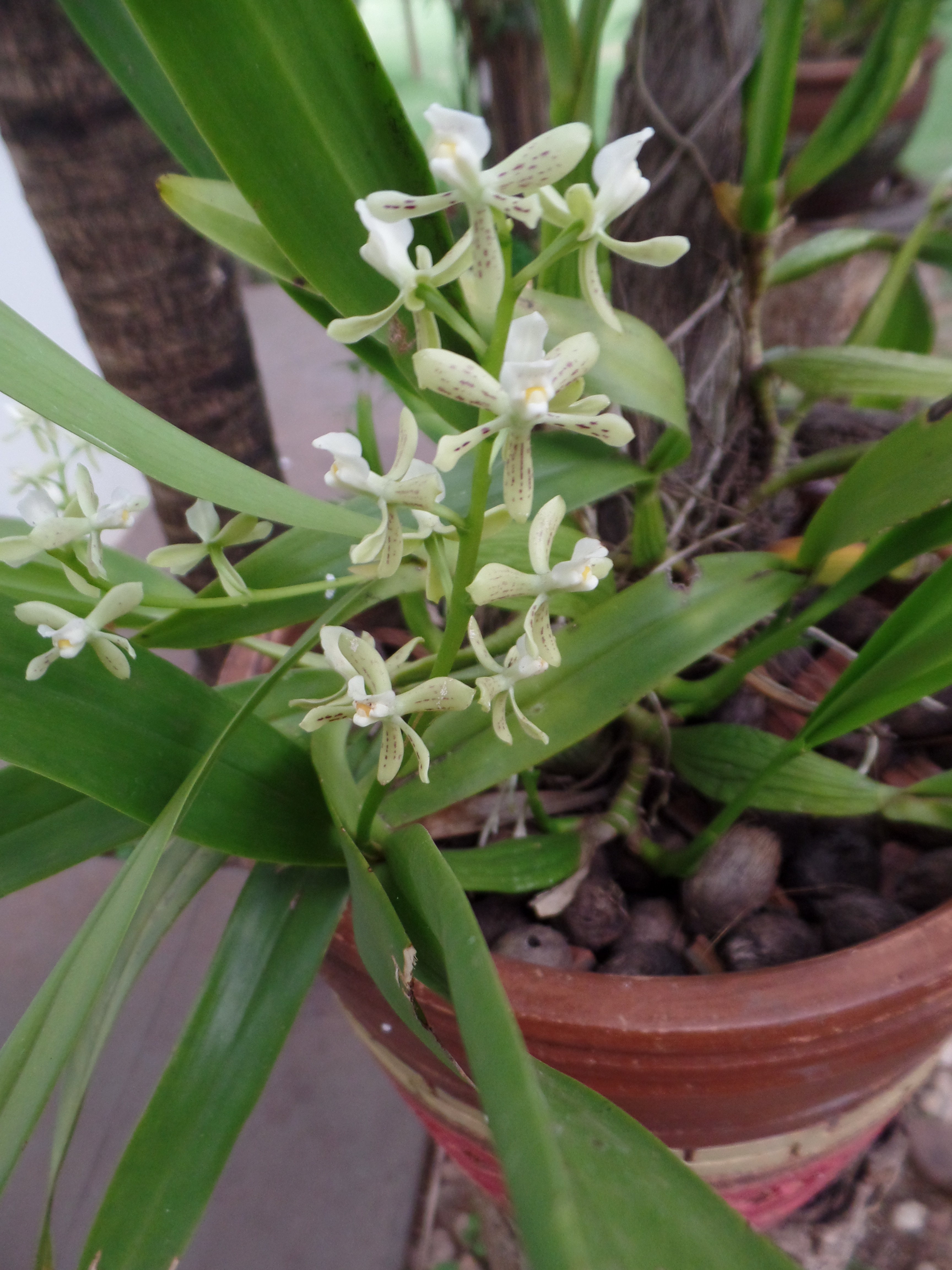
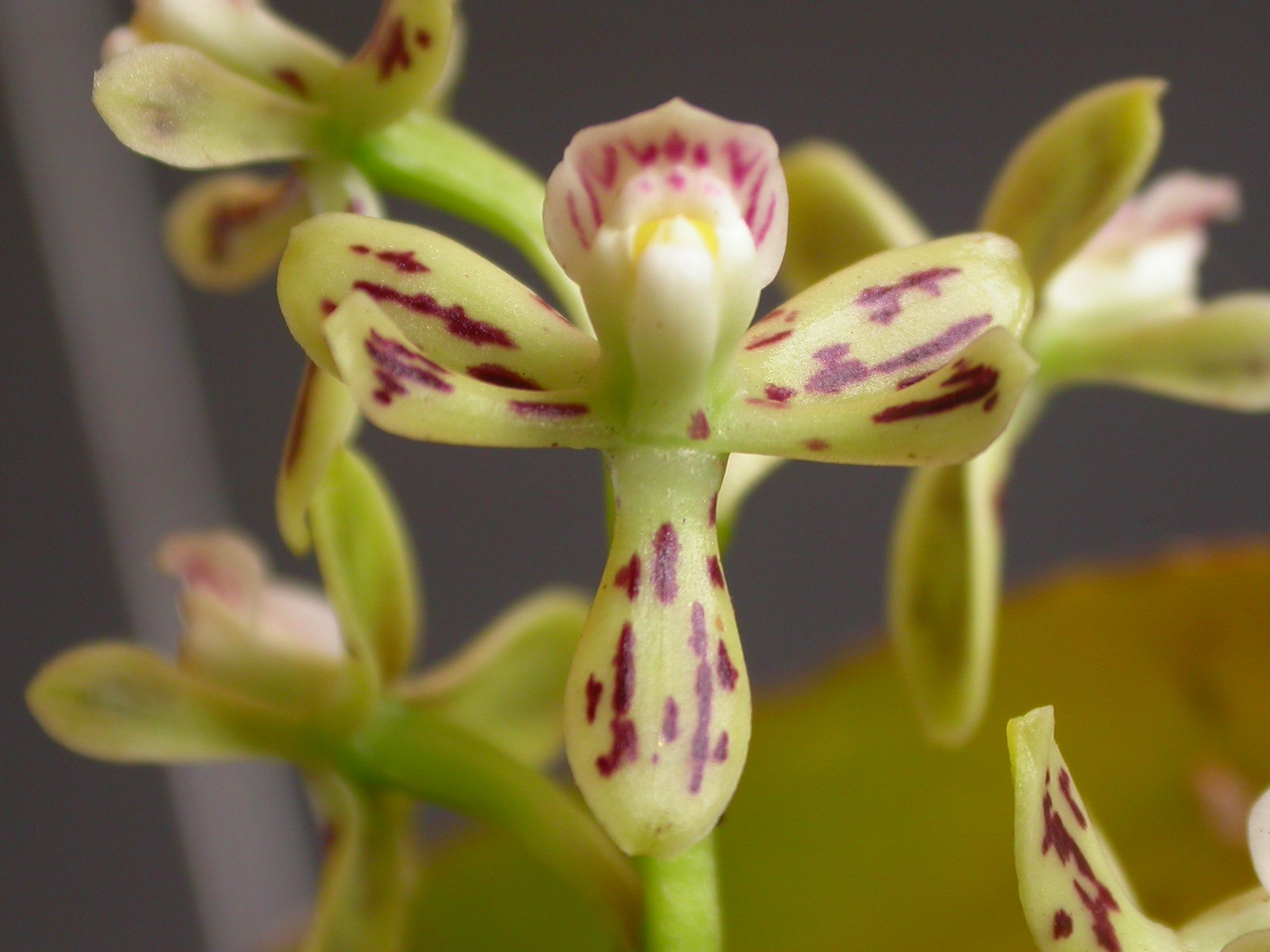